# Moraea muddii
Moraea muddii är en irisväxtart som beskrevs av Nicholas Edward Brown. Moraea muddii ingår i släktet Moraea och familjen irisväxter. Inga underarter finns listade i Catalogue of Life.